# Hoz de Jaca

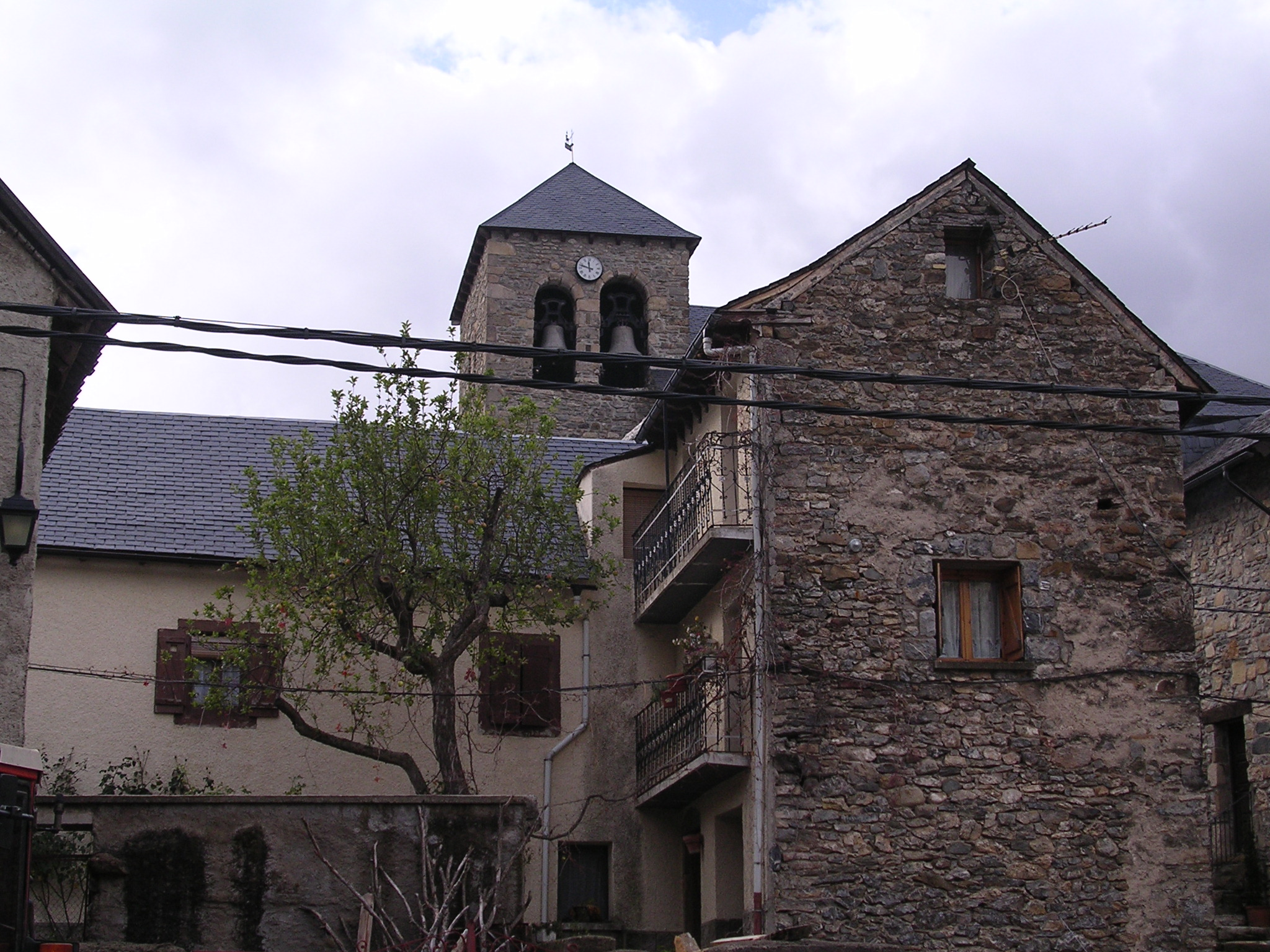
Kościół w Oz de Tena.

Hoz de Jaca (arag. Oz de Tena) – gmina w Hiszpanii, w Aragonii, w prowincji Huesca, w comarce Alto Gállego.
Powierzchnia gminy wynosi 12,5 km². Zgodnie z danymi INE, w 2005 roku liczba ludności wynosiła 85, a gęstość zaludnienia 6,8 osoby/km². Wysokość bezwzględna gminy równa jest 875 metrów. Współrzędne geograficzne gminy to 42°41'29"N, 0°18'54"E. Kod pocztowy do gminy to 22662.

## Demografia
| 1991 | 1996 | 2001 | 2004 | 2005 |
| ---- | ---- | ---- | ---- | ---- |
| 86   | 80   | 77   | 74   | 85   |